# IC 1970
IC 1970 је спирална галаксија у сазвјежђу Часовник која се налази на листи објеката дубоког неба у Индекс каталогу.
Деклинација објекта је - 43° 57' 24" а ректасцензија 3h 36m 31,2s. Привидна величина (магнитуда) објекта IC 1970 износи 12,1 а фотографска магнитуда 12,9. Налази се на удаљености од 19,995 милиона парсека од Сунца. IC 1970 је још познат и под ознакама ESO 249-7, MCG -7-8-3, AM 0334-440, IRAS 03348-4407, PGC 13322.